# Don Hutson
Donald Montgomery Hutson (Pine Bluff, Arkansas, Estados Unidos; 31 de enero de 1913 - Rancho Mirage, California, Estados Unidos; 26 de junio de 1997) fue un jugador profesional de fútbol americano. Jugaba en las posiciones de end y safety y desarrolló toda su carrera en los Green Bay Packers de la National Football League (NFL).
Considerado como el primer wide receiver moderno, Hutson jugó a nivel universitario en Alabama, donde fue campeón nacional en 1934, antes de fichar por los Packers en 1935. Con Green Bay ganó tres títulos de NFL y lideró la liga en recepciones ocho veces, en yardas de recepción siete veces y en touchdowns de recepción nueve veces, todo ello récords vigentes de la NFL. Además, fue galardonado dos veces con el Trofeo Joe F. Carr al MVP de la NFL, incluido ocho veces en el primer equipo All-Pro y seleccionado para el All-Star de la NFL en cuatro ocasiones. Por todo ello, está considerado como uno de los mejores receptores de la historia del fútbol americano.

## Biografía
Don Hutson nació en Pine Bluff, Arkansas el 31 de enero de 1913. Durante su infancia, fue Boy Scout y jugó en el equipo de béisbol de su localidad natal. También practicó baloncesto en el instituto.

## Carrera

### Universidad
Hutson asistió a la Universidad de Alabama, donde jugó como end en los Crimson Tide. Allí compartió posición con Paul «Bear» Bryant, futuro entrenador jefe del programa de football de la universidad.

### NFL

#### Green Bay Packers
Inicialmente Hutson no planeaba jugar en la NFL tras graduarse de la universidad, ya que en aquellos años el fútbol americano profesional no eran tan popular como el universitario en el Sur de los Estados Unidos. Hutson firmó con los Green Bay Packers y los Brooklyn Dodgers, pero acabó fichando por los Packers por orden del presidente de la NFL debido a que la franquicia de Wisconsin realizó antes la oferta. El contrato de Hutson con los Green Bay Packers fue de 300 dólares por partido, lo que le convirtió en el jugador mejor pagado del equipo.

## Estadísticas
|         | Líder de la liga                                      |
|         | Denota temporada en la que fueron campeones de la NFL |
| Negrita | Máximo de carrera                                     |

### Temporada regular
| Año   | Equipo | Partidos | Partidos | Recepción | Recepción | Recepción | Recepción | Recepción | Recepción | Carrera | Carrera | Carrera | Carrera | Carrera | Carrera | Defensa | Defensa | Defensa | Defensa | Kicking | Kicking | Kicking | Kicking |
| Año   | Equipo | GP       | GS       | Rec       | Yds       | Avg       | Lng       | TD        | Y/G       | Att     | Yds     | Avg     | Lng     | TD      | Y/G     | Int     | Yds     | TD      | Sfty    | XPM     | XPA     | FGM     | FGA     |
| ----- | ------ | -------- | -------- | --------- | --------- | --------- | --------- | --------- | --------- | ------- | ------- | ------- | ------- | ------- | ------- | ------- | ------- | ------- | ------- | ------- | ------- | ------- | ------- |
| 1935  | GB     | 9        | 5        | 18        | 420       | 23.3      | 83        | 6         | 46.7      | 6       | 22      | 3.7     | 0       | 0       | 2.4     | —       | —       | —       | —       | 1       | —       | —       | —       |
| 1936  | GB     | 12       | 5        | 34        | 536       | 15.8      | 58        | 8         | 44.7      | 1       | -3      | -3.0    | -3      | 0       | -0.3    | —       | —       | —       | —       | —       | —       | —       | —       |
| 1937  | GB     | 11       | 5        | 41        | 552       | 13.5      | 78        | 7         | 50.2      | 14      | 26      | 1.9     | 0       | 0       | 2.4     | 0       | 0       | 0       | 1       | —       | —       | —       | —       |
| 1938  | GB     | 10       | 7        | 32        | 548       | 17.1      | 54        | 9         | 54.8      | 3       | -1      | -3.0    | 0       | 0       | -0.1    | —       | —       | —       | —       | 3       | 3       | —       | —       |
| 1939  | GB     | 11       | 8        | 34        | 846       | 24.9      | 92        | 6         | 76.9      | 5       | 26      | 5.2     | 0       | 0       | 2.4     | —       | —       | —       | —       | 2       | 2       | —       | —       |
| 1940  | GB     | 11       | 6        | 45        | 664       | 14.8      | 36        | 7         | 60.4      | —       | —       | —       | —       | —       | —       | 6       | 24      | 0       | 0       | 15      | 16      | —       | —       |
| 1941  | GB     | 11       | 4        | 58        | 738       | 12.7      | 45        | 10        | 67.1      | 4       | 22      | 5.5     | 18      | 2       | 2.0     | 1       | 32      | 0       | 0       | 20      | 24      | 1       | 1       |
| 1942  | GB     | 11       | 4        | 74        | 1,211     | 16.4      | 73        | 17        | 110.1     | 3       | 4       | 1.3     | 9       | 0       | 0.4     | 7       | 71      | 0       | 0       | 33      | 34      | 1       | 4       |
| 1943  | GB     | 10       | 9        | 47        | 776       | 16.5      | 79        | 11        | 77.6      | 6       | 41      | 6.8     | 16      | 0       | 4.1     | 8       | 197     | 1       | 0       | 36      | 36      | 3       | 5       |
| 1944  | GB     | 10       | 7        | 58        | 866       | 14.9      | 55        | 9         | 86.6      | 12      | 87      | 7.3     | 27      | 0       | 8.7     | 4       | 50      | 0       | 0       | 31      | 33      | 0       | 3       |
| 1945  | GB     | 10       | 0        | 47        | 834       | 17.7      | 75        | 9         | 83.4      | 8       | 60      | 7.5     | 18      | 1       | 6.0     | 4       | 15      | 0       | 0       | 31      | 35      | 2       | 4       |
| Total | Total  | 116      | 60       | 488       | 7,991     | 16.4      | 92        | 99        | 68.9      | 62      | 284     | 4.6     | 27      | 3       | 2.4     | 30      | 389     | 1       | 1       | 172     | 183     | 7       | 17      |